# Hamilkar Barkas
Hamilkar Barkas, fältherre, från Karthago, född 270 död 228 f.Kr., far till Hannibal Barkas. Möjligen ättling till Baal, kung av Tyrus under 700-talet f.Kr. Förde 237 f.Kr. en här mot Spanien. Han lämnade då Afrikas jord (i sällskap med sin nioårige son Hannibal) för att aldrig mer beträda den.

## Barn
1. En dotter, gift med Bomilkar.
2. En dotter, gift med Hasdrubal den sköne mellan 241 och 237 f.Kr.
3. En dotter (av Flaubert i romanen med samma namn kallad Salammbô), förlovad med furst Naravas av Numidien.
4. Hannibal Barkas (Hannibal) härförare, född 247 f.Kr. (på puniska betyder Hnb'l Gunstling från Baal).
5. Hasdrubal Barkas härförare, död 207 f.Kr. vid Metaurus.
6. Mago Barkas död 203 f.Kr. på ett skepp på väg hem till Karthago.

Om dessa barn lär Hamilkar ha sagt: "Dessa är de unga lejon, som jag dragit upp för Roms sammanbrott!"